# Televisore

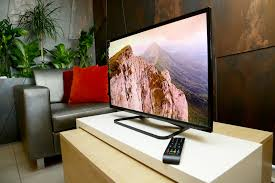
Televisore LCD con telecomando

Il televisore, chiamato anche TV o ricevitore televisivo, è un apparecchio ricevitore audio-video usato per la fruizione del servizio della televisione. Dopo la seconda guerra mondiale è diventato un prodotto di consumo molto popolare. Dal 1970 è diventato anche il dispositivo principale di visualizzazione dei contenuti audiovisivi registrati, inizialmente su supporti a nastro magnetico, come le videocassette Betamax e VHS, e in seguito su dischi ottici, come DVD e Blu-Ray. È anche usato come dispositivo di visualizzazione per home computer e console per videogiochi.
Il televisore fa parte della categoria dei cosiddetti "elettrodomestici bruni" o "elettrodomestici marroni", ovvero apparecchi elettronici per la comunicazione e non essenziali, pensati principalmente per lo svago, e a cui appartengono anche la radio, il telefono, il giradischi e il videoregistratore. Tale classificazione deriva dai colori dei materiali con i quali storicamente erano costruiti tali tipi di elettrodomestici, ovvero involucri di legno o materiali sintetici marroni o neri.

## Tipologie
Considerando la tecnologia su cui sono basati, si distinguono due principali tipologie di televisori:
- televisore elettromeccanico;
- televisore elettronico.

### Televisore elettromeccanico

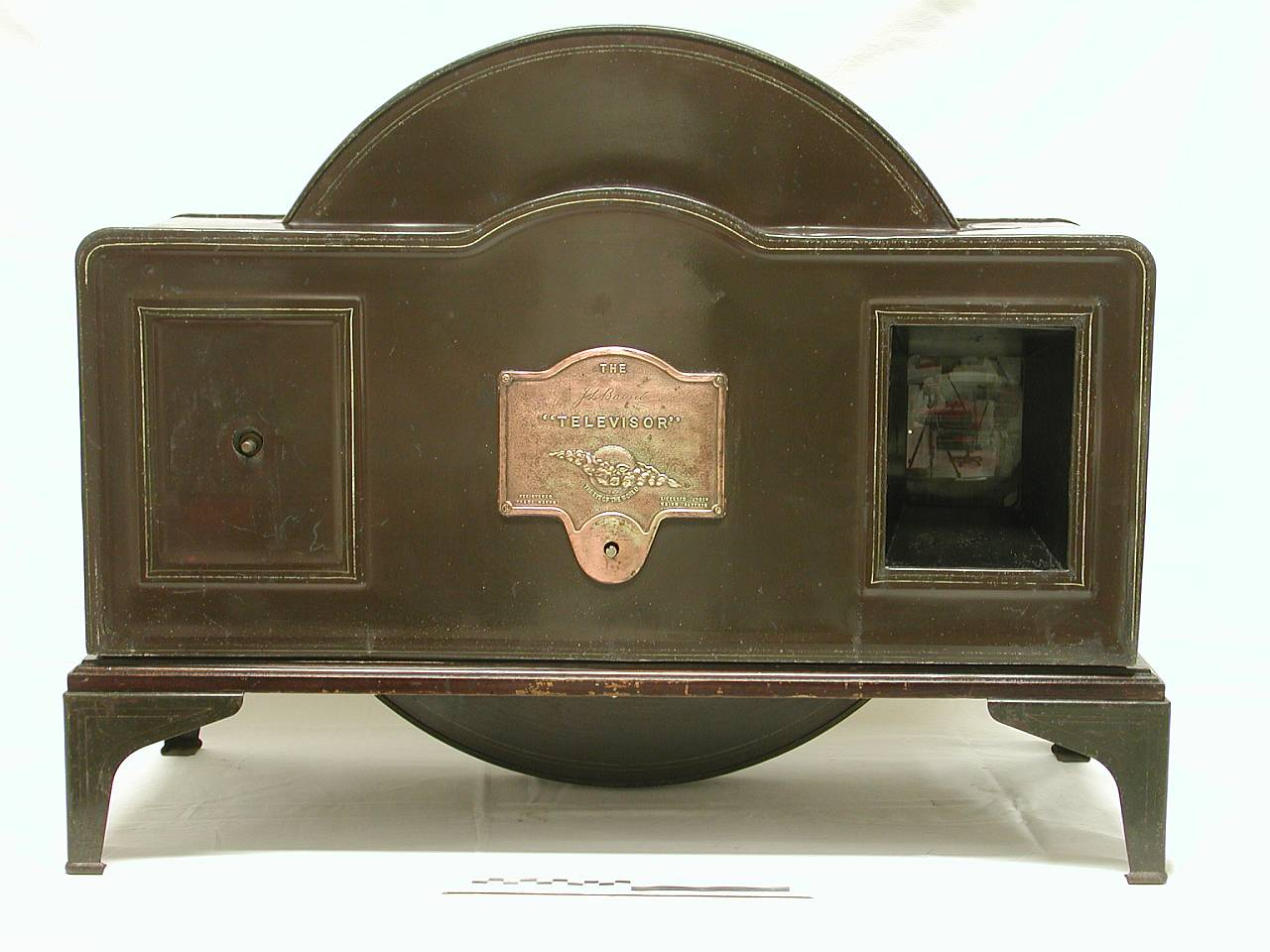
Un televisore elettromeccanico

Un televisore elettromeccanico è un televisore costituito da dispositivi elettromeccanici. La televisione nasce negli anni Venti del secolo scorso e, nella sua prima forma di realizzazione tecnica, è chiamata "televisione elettromeccanica" perché si attua con un televisore elettromeccanico. Il televisore elettromeccanico ha un cinescopio elettromeccanico che è stato costituito essenzialmente sempre dal medesimo dispositivo: il disco di Nipkow. Il televisore elettromeccanico nasce quindi grazie a Paul Gottlieb Nipkow che realizza il primo cinescopio della storia. La televisione elettromeccanica ha avuto una timidissima diffusione, solo in alcuni Paesi del mondo (negli anni Venta, Trenta e Quaranta del secolo scorso), principalmente perché il televisore elettromeccanico era un apparecchio costosissimo che se lo poteva permettere solo la persona ricca. Il televisore elettromeccanico ha offerto una qualità dell'immagine televisiva estremamente bassa in quanto il disco di Nipkow è un dispositivo alquanto rudimentale. Sono stati prodotti televisori elettromeccanici in grado di visualizzare un'immagine televisiva esclusivamente in bianco e nero e avente una diagonale massima di 10 pollici. In sintesi il televisore elettromeccanico ha offerto una scadente qualità dell'immagine televisiva. La televisione elettromeccanica, in quanto prima forma di realizzazione tecnica della televisione, ha però rappresentato certamente un'autentica meraviglia per l'epoca.

### Televisore elettronico

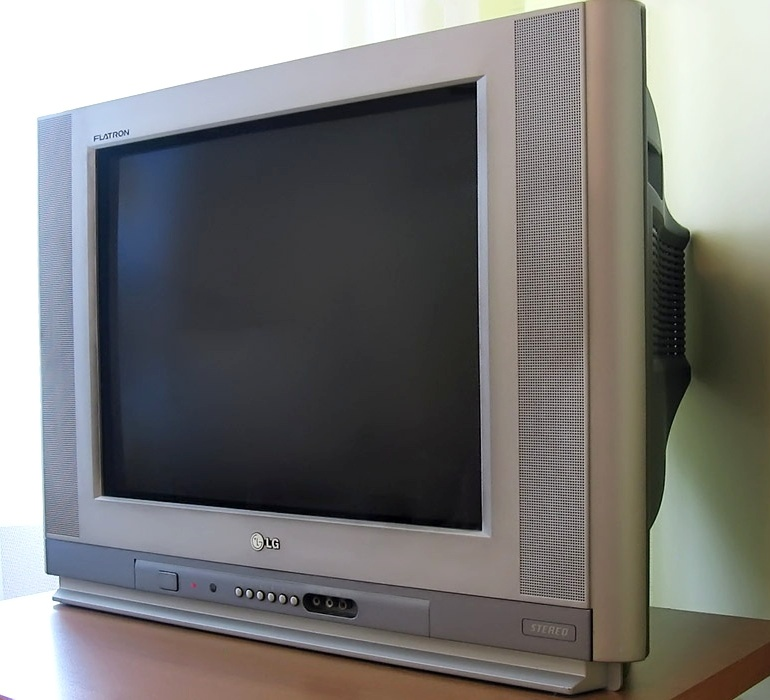
Un televisore elettronico con display a tubo catodico

Un televisore elettronico è un televisore costituito da dispositivi elettronici. Il televisore elettronico viene commercializzato a partire dagli anni Trenta del secolo scorso e nasce grazie a Vladimir Zworykin che realizza il primo cinescopio elettronico della storia: il display a tubo catodico (è chiamato così perché è costituito essenzialmente da un tubo a raggi catodici). Con l'avvento del televisore elettronico nasce l'attuale forma di realizzazione tecnica della televisione: la televisione elettronica. Per decenni il display a tubo catodico ha prima rappresentato l'unica tipologia   di cinescopio elettronico e poi la più diffusa (in quanto tipologia più economica). Nei primi anni di questo secolo, diminuisce il costo del display a pannello e, di conseguenza, quello del televisore con display a pannello (inizialmente molto più costoso del televisore con display a tubo catodico). Il display a tubo catodico viene quindi dismesso perché il display a pannello permette di realizzare un televisore caratterizzato da un peso e un ingombro molto inferiori. Attualmente per costruire il televisore elettronico, come display a pannello, viene usato il display a cristalli liquidi e il display OLED (in passato è stato usato anche il display al plasma). Le principali evoluzioni tecnologiche del televisore elettronico sono state le seguenti:
- televisore a colori;
- televisore stereofonico;
- televisore stereoscopico.

## Storia
La storia dell’apparecchio televisivo, ovvero del dispositivo fisico utilizzato per ricevere e visualizzare le trasmissioni televisive, ha seguito un percorso evolutivo parallelo allo sviluppo della televisione stessa.

### 1920-1930: La televisione meccanica
Negli anni ’20, le prime televisioni meccaniche utilizzavano un sistema primitivo basato su dischi rotanti e lampade. Questi apparecchi, come quello sviluppato da John Logie Baird nel 1925, non erano ancora diffusi a livello commerciale, ma dimostrarono che era possibile trasmettere e visualizzare immagini in movimento. Il dispositivo di Baird utilizzava il disco di Nipkow, che consentiva la scansione meccanica dell'immagine, ma offriva una risoluzione molto bassa.

### Anni '30: La televisione elettronica

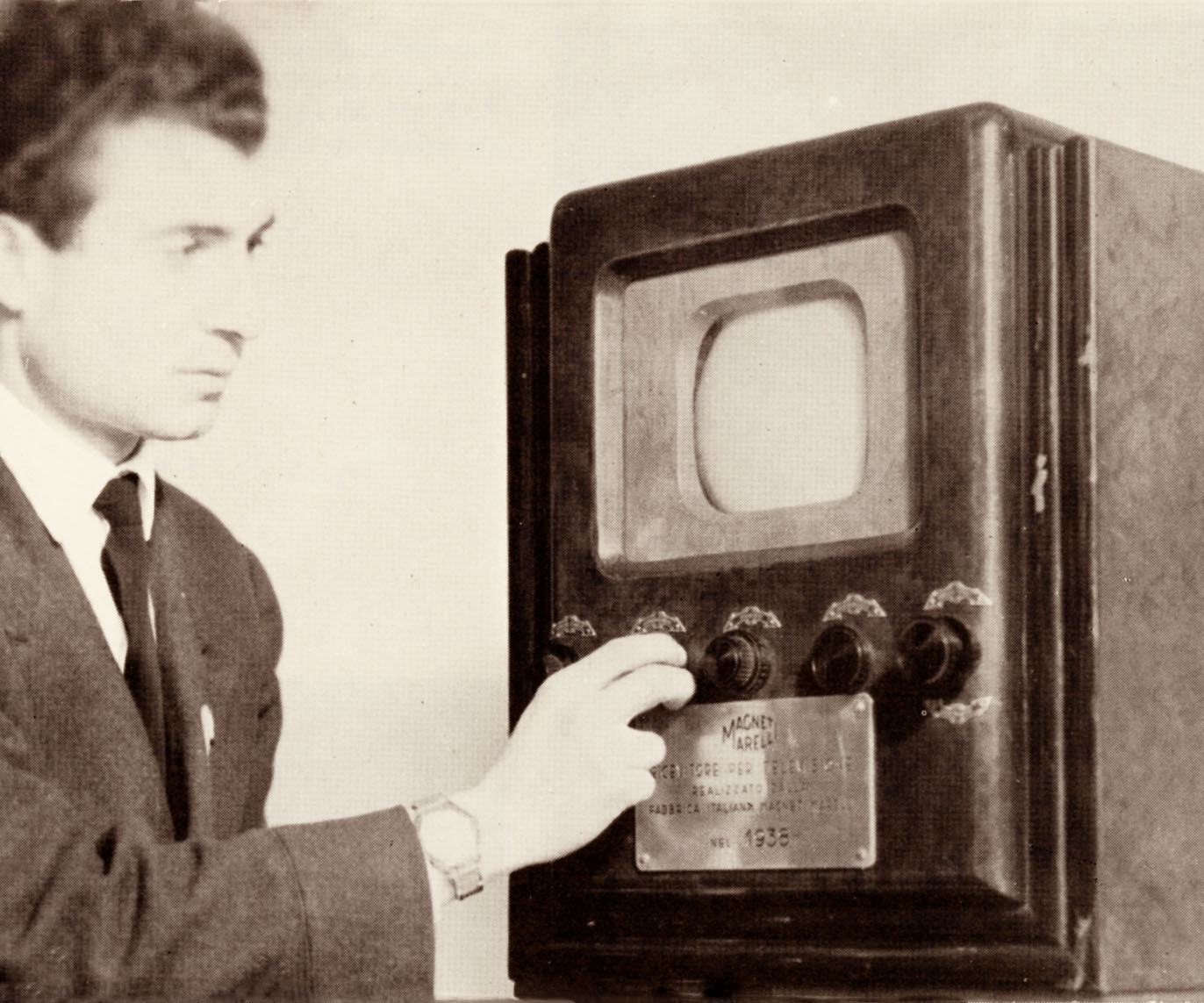
Televisore Magneti Marelli del 1938

Con l'introduzione della tecnologia elettronica, i primi televisori commerciali furono sviluppati a metà degli anni '30. Questi dispositivi utilizzavano tubi a raggi catodici (CRT) per visualizzare le immagini su uno schermo. Philo Farnsworth sviluppò il primo prototipo di televisore elettronico nel 1927, basato sul tubo catodico. Nello stesso periodo, Vladimir Zworykin perfezionò l’iconoscopio, il primo tubo a raggi catodici, che divenne la base per i primi televisori elettronici.
Nel 1934, il marchio tedesco Telefunken produsse il primo televisore elettronico commercialmente disponibile, con un piccolo schermo da 12 cm.

### Anni '40 e '50: Diffusione di massa

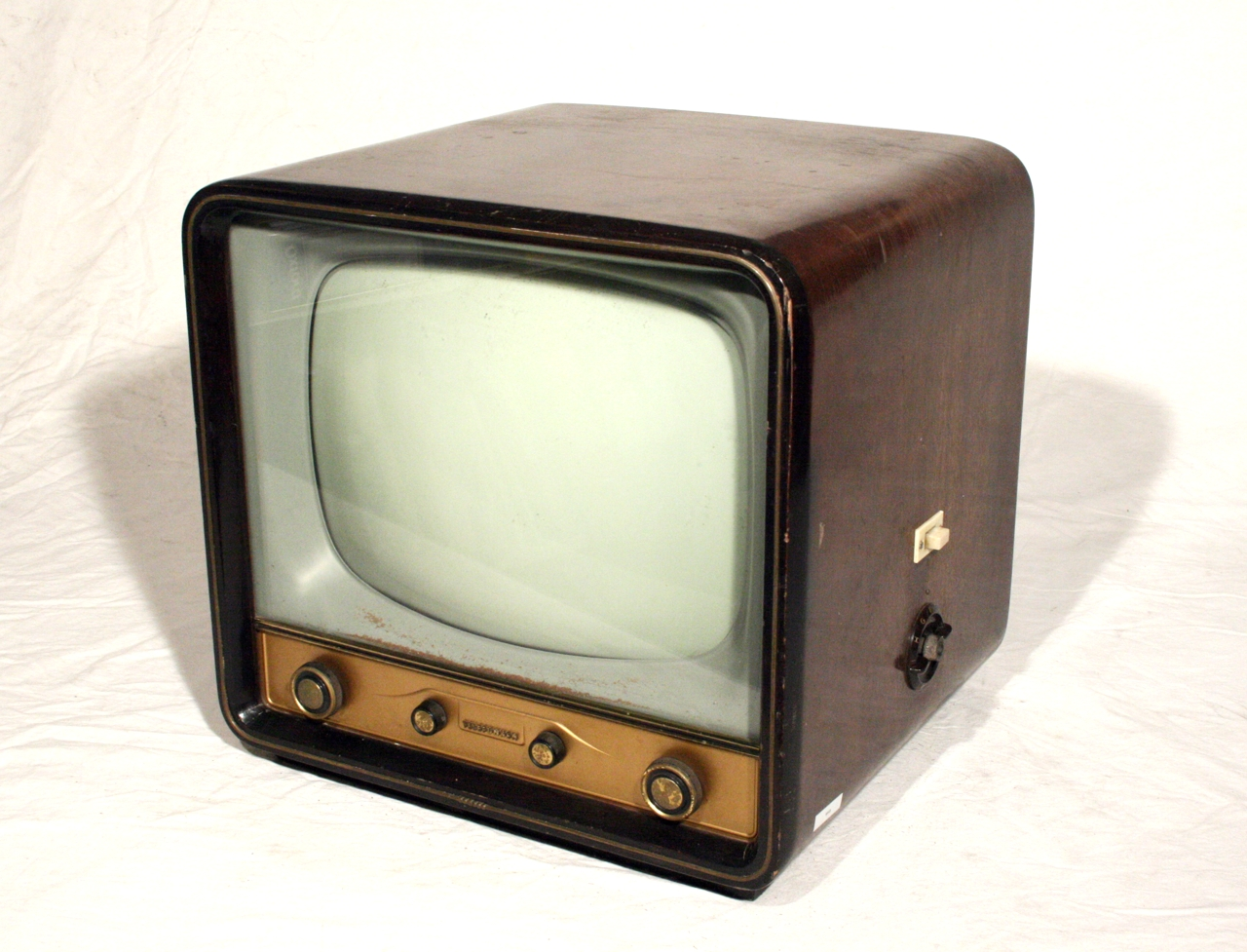
Televisore CRT, uno dei primissimi modelli B/N

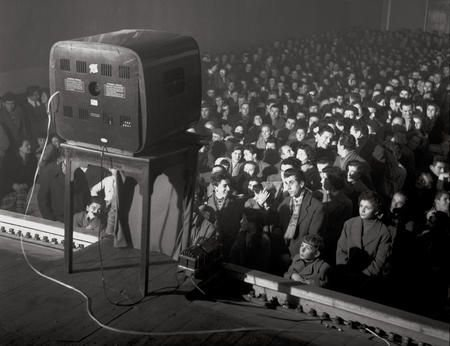
Un televisore montato davanti al telo da proiezione, sistema che, nell'Italia degli anni cinquanta, in cui i televisori non erano ancora accessibili a tutti dal punto di vista economico, consentiva agli spettatori dei cinema di assistere, prima della proiezione del film, al programma di successo Lascia o raddoppia?, condotto dal popolare presentatore Mike Bongiorno

Dopo la Seconda Guerra Mondiale, i televisori iniziarono a diffondersi su larga scala nelle case, specialmente negli Stati Uniti. Il modello RCA 630-TS, introdotto nel 1946, fu uno dei primi televisori ad avere successo commerciale, con uno schermo da 10 pollici e una struttura in legno. Durante questo periodo, il design dei televisori era ancora piuttosto voluminoso, con schermi piccoli inseriti in enormi cabinet.
Negli anni ’50, la qualità dell'immagine migliorò, e la diffusione della televisione divenne un fenomeno di massa. Il televisore a tubo catodico dominò questo periodo, con modelli che andavano dagli schermi da 12 pollici fino a 21 pollici. Tuttavia, la televisione era ancora in bianco e nero, e i modelli a colori non erano ancora comuni.

### Anni '60: La televisione a colori
Negli anni '60 si verificò una delle innovazioni più importanti nella storia del televisore: la diffusione della televisione a colori. Sebbene le trasmissioni a colori fossero già state sperimentate alla fine degli anni '50 negli Stati Uniti, la commercializzazione dei televisori a colori si intensificò durante gli anni '60. Il televisore RCA CT-100, introdotto nel 1954, fu il primo modello a colori disponibile per i consumatori, anche se era molto costoso e poco diffuso. 
In realtà, in Italia, la trasmissione del colore arrivò per la prima volta solo negli anni Settanta, precisamente il 17 luglio 1976 con la cerimonia di inaugurazione delle Olimpiadi di Montreal.
Con il miglioramento delle tecnologie, il televisore a colori divenne più accessibile e popolare. Negli anni '70, in gran parte del mondo occidentale, i televisori a colori divennero lo standard.

### Anni '70 e '80: Schermi più grandi e sottili
Negli anni '70 e '80, i televisori CRT migliorarono ulteriormente, con schermi più grandi e risoluzioni più alte. In Italia, la Rai iniziò a trasmettere regolarmente in colore nel 1977, e la maggior parte delle famiglie passò dai televisori in bianco e nero a quelli a colori negli anni Ottanta.
In questo periodo, i televisori iniziarono a evolversi anche in termini di design. Sebbene fossero ancora pesanti e ingombranti, i produttori cercarono di ridurre le dimensioni del cabinet, accorciando il tubo catodico, e di ottimizzare l'estetica: era l'epoca dei tubi a 110°.

### Anni '90: La televisione digitale
Con l'avvento della televisione digitale negli anni '90 (arrivata in realtà nel 2008), i televisori iniziarono a supportare una risoluzione più elevata e una migliore qualità del suono. Questo periodo vide anche l'introduzione di nuovi standard, come il DVD, che migliorò ulteriormente la qualità dell'immagine.
Un altro passo importante fu l'introduzione della televisione ad alta definizione (HDTV), che offriva una risoluzione molto più alta rispetto ai tradizionali sistemi analogici. 
Tuttavia, in Italia la trasmissione digitale terrestre arriva solo nel 2008 e la transizione finirà di completarsi nel 2024 con la DVB-T2.

### 2000-2010: Lo schermo piatto
Negli anni 2000, i televisori a schermo piatto come gli LCD e i plasma iniziarono a sostituire i voluminosi modelli a tubo catodico. Questi nuovi televisori offrivano non solo una qualità dell'immagine migliore, ma erano anche più sottili e leggeri, permettendo una maggiore flessibilità nel posizionamento all'interno delle case.

### 2010-2020: Alta definizione, 4K e Smart TV
Con l’avvento delle TV ad alta definizione (HD) e successivamente delle TV 4K, i televisori diventarono sempre più avanzati, offrendo risoluzioni incredibilmente dettagliate. Inoltre, i televisori diventarono Smart TV, ovvero dispositivi collegati a Internet in grado di eseguire applicazioni e di accedere ai servizi di streaming come Netflix, YouTube e Amazon Prime Video.
Durante questo decennio, i televisori OLED (diodi organici a emissione di luce) iniziarono a diventare popolari grazie alla loro capacità di offrire neri più profondi e una qualità dell’immagine superiore rispetto agli LCD.

### Anni 2020: Televisori 8K e tecnologie avanzate
Oggi, la tendenza è verso la risoluzione 8K, sebbene i contenuti compatibili siano ancora limitati. Le Smart TV sono ormai la norma, e le tecnologie come l'intelligenza artificiale e la realtà aumentata iniziano a integrarsi con il televisore, rendendolo sempre più interattivo e versatile. I televisori di oggi sono sottilissimi, spesso possono essere montati a parete, e offrono una gamma di funzionalità incredibilmente avanzate rispetto ai loro predecessori.

## Descrizione
A livello logico il televisore è un ricevitore e un trasduttore di un segnale elettrico o elettromagnetico, che viaggia nel canale di comunicazione da una sorgente emittente al destinatario trasportando informazione. Il ricevitore è dotato di un sintonizzatore che permette di sintonizzare il canale informativo prescelto. Per l'implementazione fisica di tali funzionalità sono possibili varie soluzioni tecnologiche che hanno scandito i tempi di evoluzione storica del dispositivo e dei servizi associati.
Le prime trasmissioni televisive erano in bianco e nero. Una portante video veniva modulata in ampiezza, a questa era aggiunta una sottoportante audio modulata in frequenza. Per evitare che i fasci di elettroni, che disegnavano l'immagine nei televisori a tubo catodico dell'epoca, dovessero essere deviati troppo velocemente, si decise di effettuare la scansione in modalità interlacciata, ottenendo due scansioni parziali (righe dispari e pari) di tutto il quadro che si alternano, componendo così un'immagine completa.
Nella televisione digitale si utilizza invece la scansione progressiva, in cui, al contrario di quanto accade con la scansione interlacciata, tutte le linee di ciascun fotogramma vengono visualizzate in sequenza. I flussi audio e video di un'emittente televisiva digitale viaggiano separati logicamente tra loro e multiplati in frequenza per la trasmissione sullo stesso canale fisico di comunicazione. Il ricevitore, una volta sintonizzatosi su tale canale, riceverà i due flussi demultiplandoli, ovvero separando audio e video per poterli utilizzare successivamente, per esempio per inviare il video a un display o a un videoproiettore e l'audio a uno o più altoparlanti o all'uscita cuffie.

### Dettagli implementativi
Il televisore è costituito essenzialmente da quattro componenti logiche principali:
- un sintonizzatore/decodificatore, adibito alla selezione del canale televisivo da visualizzare, alla ricezione dei segnali elettrici provenienti da un'antenna (terrestre o satellitare) o direttamente via cavo ed alla loro decodifica;
- un display che trasforma in immagini visibili i segnali elettrici dello stream video del canale selezionato;
- uno o più altoparlanti per la diffusione nell'ambiente dell'eventuale segnale audio associato al segnale video;
- un telecomando per cambiare il canale e modificare altre impostazioni in base ai desideri dell'utente a distanza, nato e introdotto a partire dagli anni settanta.

### Tipi di televisore
I componenti sopramenzionati possono essere fisicamente realizzati in modi differenti, dando luogo a differenti tipi di televisori.
- Analogico e digitale: il ricevitore può accettare segnali di tipo analogico e/o digitale: si parla in questi casi di TV analogica e TV digitale (DTV);
- Il tipo di sintonizzatore varia parallelamente al tipo di ricevitore: in caso di ricevitore analogico il sintonizzatore sarà un circuito oscillante che, a seconda della frequenza di oscillazione, permette di sintonizzare una stazione piuttosto che un'altra. Nel caso del ricevitore digitale il sintonizzatore è più complesso in quanto, oltre ad una parte analoga al sintonizzatore analogico, contiene anche un circuito per elaborare ulteriormente il segnale, in modo da distinguerlo a seconda di altri parametri caratteristici del segnale, che sono:
  - la polarizzazione (nel caso di televisione satellitare);
  - il symbol rate, numero di simboli per secondo, indicato anche con S/R;
  - il Forward Error Correction (FEC) per la decodifica di canale;
  - il Program Information Data (PID).

Questa molteplicità di parametri, unita alla possibilità dei dati digitali di essere compressi in trasmissione (codifica di sorgente), fa sì che sia possibile trasmettere, all'interno di una banda di frequenza analoga a quella analogica, più di un canale (vedi anche TV digitale e DVB).
- Tipo di display: per esempio il classico tubo catodico presente inizialmente in tutti i televisori elettronici (in disuso), i monitor laser e i televisori a retro-proiezione (in disuso), il display al plasma, a cristalli liquidi (oggi la tecnologia più diffusa) e OLED (Organic Light Emitting Diode, ovvero funzionanti tramite minuscoli diodi luminosi LED); ogni tipologia di display possiede il cosiddetto rapporto d'aspetto, cioè il rapporto tra le lunghezze del lato lungo e del lato corto della superficie di visualizzazione.

### Evoluzione tecnologica
- Televisore di Baird (1928)
- Televisore a tubo catodico (1934)
- Televisore a retro-proiezione (1970)
- Televisore al plasma e televisore LCD (1983)
- Televisore OLED (1987-1990)

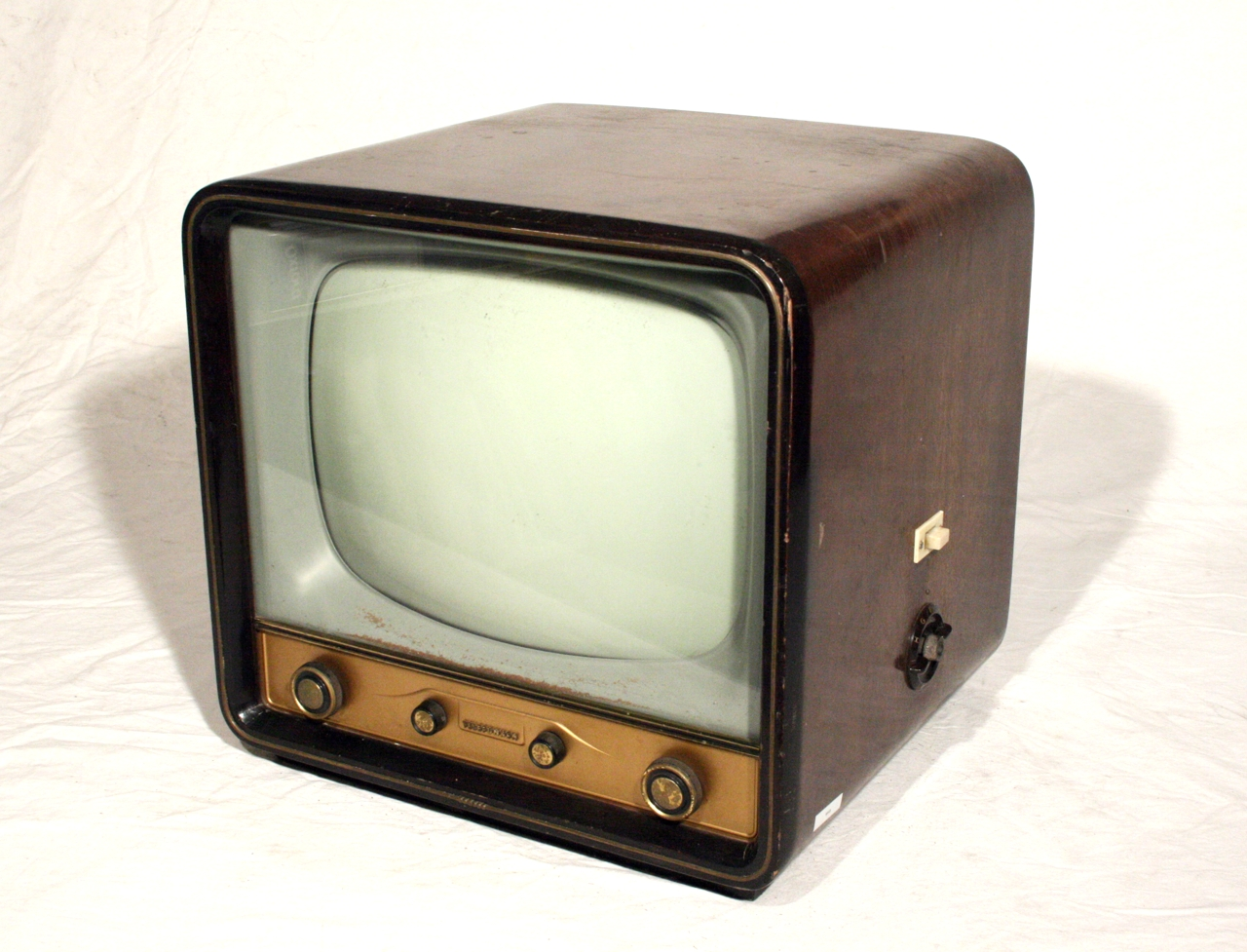
Televisore a tubo catodico Telefunken TTV 7/17
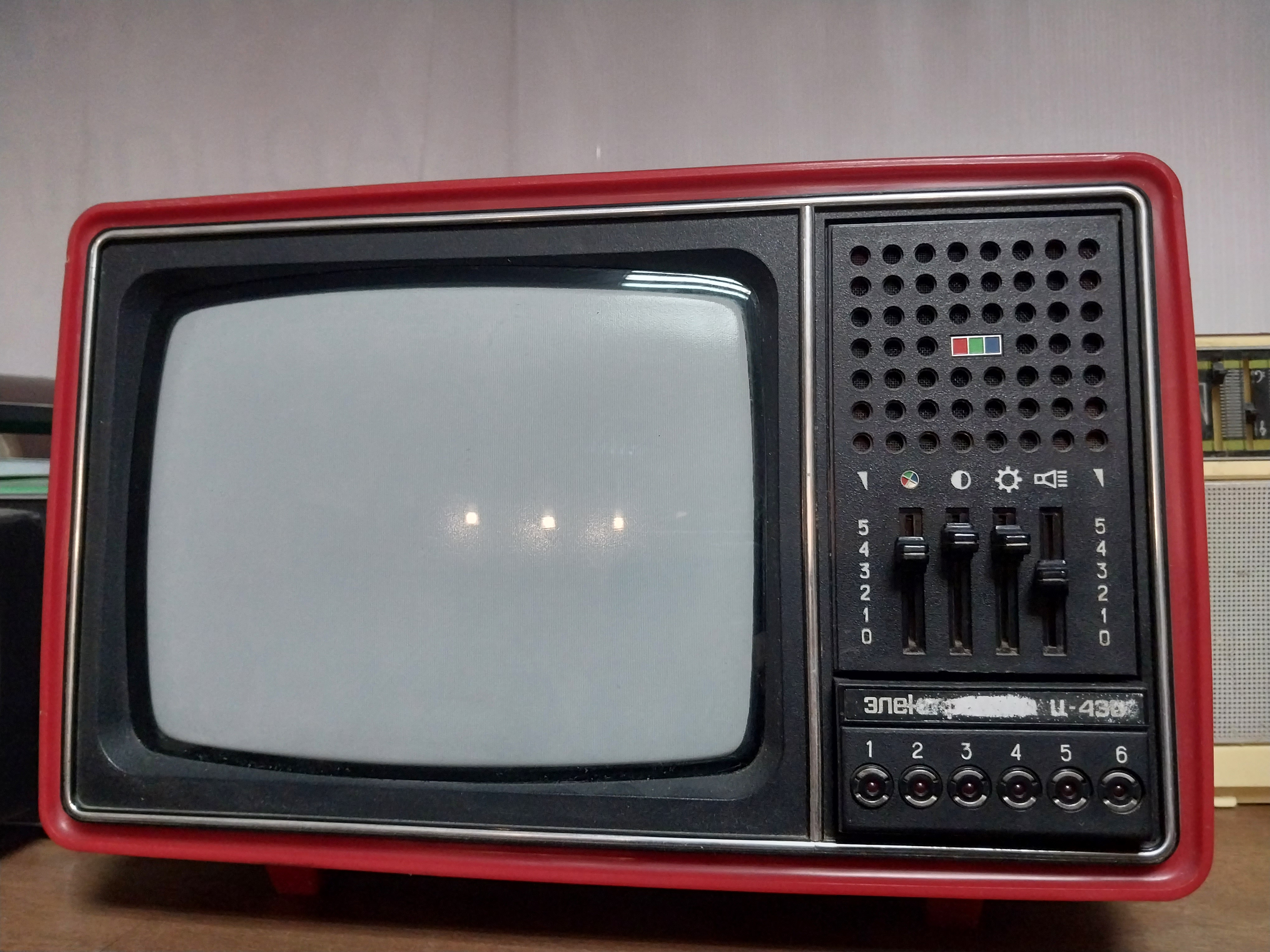
Televisore a tubo catodico Elektronika Ts-430
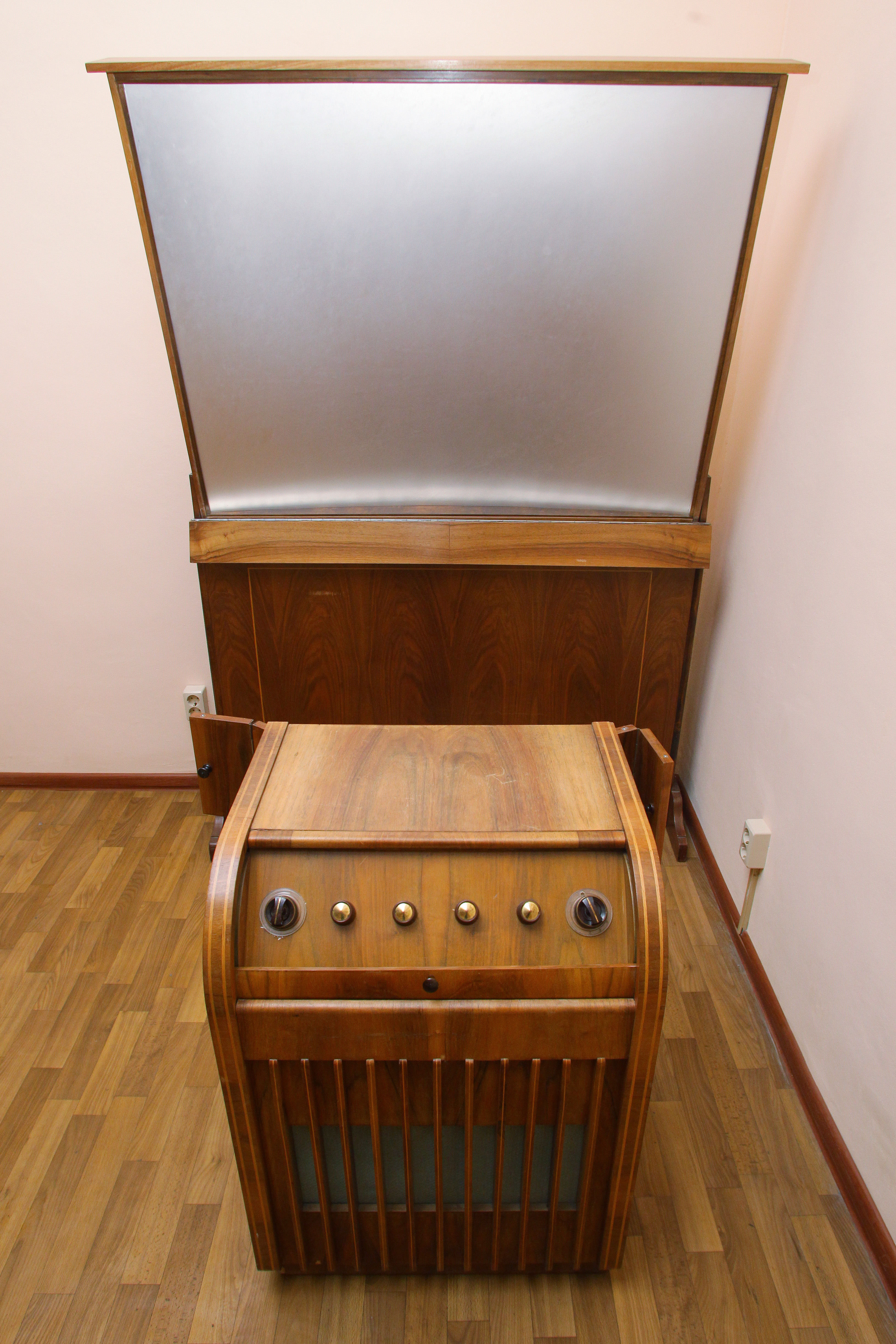
Televisore a retro-proiezione in bianco e nero